# Soldanat de Warsangeli

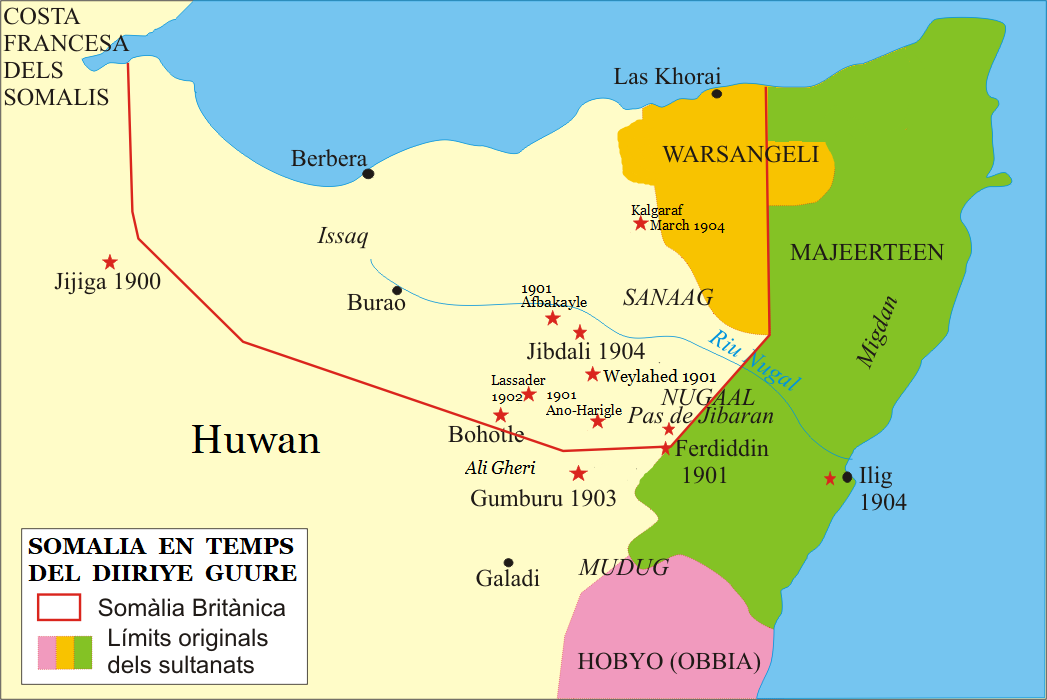
Mapa de la zona en temps del Mad Mullah

El soldanat de Warsangeli fou un estat situat al nord-est de la Somàlia Britànica i a l'oest de la Somàlia Italiana. Fou un sultanat poderós que a la cimera del seu poder comprenia el Sanaag, Maakhir i el nord-oest de Bari. Era l'estat del clan warsangeli format pels descendents de Gerad Dhidhin. El sultà portava el títol de Gerad; el títol de sultà fou introduït en temps de Mohamud Ali Shire, després del 1897.
Va començar la seva decadència el 1855 quan el comerç de la costa de Maakhir va començar a estar dominat pels britànics d'Aden, que cooperaven amb els issaq, tradicionals enemics dels warsangeli. El 1886 el garad de Warsangeli, Ali Shire, va signar un tractat de protectorat amb els britànics. Dos anys abans aquestos ja havia signat tractats amb els caps dels clans ciise, gudabirsi i isaaq.
L'article III del tractat establia que: "Warsangali s'obliga a donar assistència a tot vaixell britànic o d'un altra estat, que pugui embarrancar a les costes sota la seva jurisdicció i control, i protegiria a la tripulació, passatgers i càrrega d'aquestos vaixells, donant compte de seguida al resident britànic a Aden de les circumstàncies, i aquestos actes d'amistat i bona voluntat seran adequadament recompensada pel govern britànic". I l'article V del tractat establia: "El govern Britànic tindrà la potestat de nomenar un agent o agents que resideixin al territori de Warsangali, i cadascun d'aquestos agents haurà de ser tractat amb respecte i consideració, i podrà portar per la seva protecció els guàrdies que el govern britànic estimi convenients".
Las Khorey i Ceelayo van esdevenir centres de comerç i de penetració degut a la significació dels antics establiments en aquestes ciutats. El protectorat fou administrat des d'Aden fins al 1898.
El jove Mohamud Ali Shire (Maxamuud Cali Shire) va arribar a la direcció del clan el 1897. El mateix 1897 el clan bihidor va retirar la lleialtat al sultà i va donar suport al moviment daraawiish, i les forces del sultà es van retirar cap a Erigavo.
El març de 1905 Maxamuud Cali Shire es va oposar al tractat italo-britànic d'Ilig que establia un estat dervix a Nugaal, però tot seguit el Mad Mullah va demanar la mà de la germana del sultà, com a filla del poderós garaad (títol anterior al de sultà) Cali Shire (Ali Shire) de Warsangeli (el peare de Maxamuud, que havia mort el 1897), i s'hi va casar. Això va emparentar al Mullah amb el sultà. L'ajut de Maxamuud Cali Shire va permetre al Mad Mullah tenir accés a la costa del Makhir, cap on podia importar armes i municions des d'Aràbia.
Després dels atacs britànic les posicions dels daraawish al Sanaag (1908) els dervixos es van dispersar i va tardar un temps a recuperar-se. El sultà Maxamuud de Warsangeli que reclamava als britànics les àrees del Sanaag governat pels bihidoor un subclan dels warsangeli, no volia el debilitament dels daraawiish, degut a la seva aliança matrimonial amb el seu cap el Mad Mullah, tot i no ser partidari del moviment, i es va enfrontar als britànics.
Va ordenar al seu exèrcit de disparar contra un vaixell britànic ancorat al port de Las Khorey (gener de 1909). Aquest incident va portar a un hostil intercanvi de cartes entre el cònsol britànic a Berbera i el sultà; el març de 1909 els daraawiish s'havien recuperat de la seva derrota el 1908, i ara Ali Shire va començar a estar en contra degut en part a les incursions que feien els dervixos al seu territori.
Després de la retirada britànica de Somàlia a les posicions de la costa (efectiva el 1910) el sultà es va considerar independent.
El desembre de 1910 el sultanat de Warsangeli i el sultanat de Majeerteen van acordar resoldre amistosament les seves disputes i combatre el moviment daraawiish del Mad Mullah (acord de Bander Kasim o Bosaso). Majeerteen i Warsangeli ferien una ofensiva en comú contra els dervixos, les forces del qual van perdre la via d'aprovisionament d'armes des de la costa.
El 1916 els dervixos inesperadament van ocupar Badhan i van assetjar Las Khorey. Des d'Aden es van enviar un parell d'aeroplans per contenir l'avanç de Mad Mullah i Badhan, Jidali i Taleex foren bombardejades però van causar danys poc importants als dervixos, que es van poder dispersar sense greus problemes. El juny els warsangeli aliats als majeerteen van llençar una ofensiva i van expulsar els dervixos de la Somàlia Italiana cap a la Somàlia Britànica on es van refugiar a Butholeh (Bohotle), exercint actes de revenja contra els dhulbahante que havien declarat la seva lleialtat als britànics, i després van passar al Hawd (Haud).
El 1920 el sultà fou secretament convidat a una conferència a Aden per discutir les diferències existents; després d'una curta sessió abans de començar la conferència, soldats britànics el van rodejar i el van detenir. Fou jutjat sense opció de defensa i el veredicte fou la deportació del seu país durant un mínim de set anys, sota l'acusació de formar el seu propi govern. Fou enviat a Bombai i d'allí va salpar amb un vaixell (HMS Odin) cap a les illes Seychelles, on va compartir exili amb els reis Prempeh dels aixanti i Kabarego de Bunyoro, i amb l'antic primer ministre egipci Zaghlul Pasha entre d'altres.
Tot i així els britànics, després de recuperar el control del sultanat el 1920 (mes pel final del moviment daraawiish que per l'exili del sultà) no van interferir mai en el govern interior. El sultà va sortir de les Seychelles el maig de 1928 en el SS Karapara, i va anar a Bombai des d'eon va retornar a Somàlia via Aden. Fou consultat el 1959 en vespres de la independència i va morir el 1960.
El sultanat va proclamar altra vegada la seva indepedència en data desconeguda, probablement entre 2001 i 2004 i sembla estar dirigit pel sultà tradicional, Siciid Sultan Abdisalaan, amb un suport desconegut entre els warsangeli.  Arxivat 2018-05-19 a Wayback Machine.

## Sultans
- Gerad Dhidhin, 1298-1311
- Gerad Hamar Gale, 1311-1328
- Gerad Ibrahim, 1328-1340
- Gerad Omer, 1340-1355
- Gerad Mohamud, 1355-1375
- Gerad Ciise, 1375-1392
- Gerad Siciid, 1392-1409
- Gerad Ahmed, 1409-1430
- Gerad Siciid, 1430-1450
- Gerdad Mohamud, 1450-1479
- Gerad Ciise, 1479-1491
- Gerad Ali Dable, 1491-1503
- Gerad Liban, 1503-1525
- Garad Yuusuf, 1525-1555
- Garad Mohamud, 1555-1585
- Garad Abdale, 1585-1612
- Garaad Ali, 1612-1655
- Gerad Mohamud, 1655-1675
- Garad Naleye, 1675-1705
- Garad Mohamed, 1705-1750
- Geraad Ali, 1750-1789
- Gerad Mohamud Ali, 1789-1830
- Gerad Aul, 1830-1889
- Gerad Ali Shire, 1889-1897
- Sultan Mohamud Ali Shire, 1897-1920 (exiliat 1920, mort 1960)
- Sultan Abdul Sallan (1960-1997)
- Sultan Siciid Sultan Abdisalaan (1997-)

## Nota
1. ↑  la seva ciutat principal o almenys la més poblada era Xiingalol, i dominaven la plana de Xadeed, mentre el clan dels adan sicid, abans majoritari, havien passat a les muntanyes